# Отворено првенство Словеније у тенису 2006.
Отворено првенство Словеније у тенису 2006. је други тениски турнир који се игра у Порторожу у Словенији. Турнир који је трајао од 18. септембра - 24. септембра 2006. године био је IV категорије са наградним фондом од 145.000 долара. Играо се на отвореним теренима Спортског центра у Порторожу са тврдом подлогом и учешћем 32 тенисерке из 14 земаља у појединачној конкреницији и 16 парова са тенисеркама из 12 земаља. 

## Победнице

### Појединачно
Тамира Пасек —  Марија Елена Камерин 6-3, 6-3 
- Ово је за Тамиру Пасек била прва ВТА титула у каријери.

### Парови
Луција Храдецка/  Рената Ворачова —  Ева Бирнерова/ Емил Лоа предаја 
- За Луцију Храдецку ово је била 1 ВТА титула у игри парова а Ренату Ворачеву друга у каријери.